# Vladimír Pátek
Vladimír Pátek (* 4. května 1935) byl český a československý politik Komunistické strany Československa a poslanec Sněmovny lidu Federálního shromáždění za normalizace.

## Biografie
K roku 1981 se profesně uvádí jako vedoucí tajemník městského výboru KSČ. 9. dubna 1988 byl kooptován za člena Ústředního výboru KSČ. V prosinci 1989 se zmiňuje coby vedoucí politickoorganizačního oddělení ÚV KSČ.
Ve volbách roku 1981 zasedl do Sněmovny lidu (volební obvod č. 41 - Plzeň I, Západočeský kraj). Mandát obhájil ve volbách roku 1986 (obvod Plzeň I). Ve Federálním shromáždění setrval do ledna 1990, kdy rezignoval na svůj post v rámci procesu kooptací do Federálního shromáždění po sametové revoluci.